# Kłopoty z cnotą
Kłopoty z cnotą (tytuł oryginalny Bubašinter / Бубашинтер) – jugosłowiański film tragikomiczny z 1971 roku w reżyserii Milana Jelicia. 

## Obsada
- Dragan Radulović jako Milan Gašić
- Danilo Bata Stojković jako Živan Gašić, ojciec Milana
- Radmila Savićević jako Rajka Gašić
- Gizela Vuković jako Milesa Gašić, ciotka Milana
- Jovanka Kotlajić jako babcia Milana
- Zlata Petković jako Dušica
- Žarko Bajić jako Stojadin
- Dušan Janićijević jako szwagier Stojadina
- Melita Bihali jako Milanka Jelić
- Milan Jelić jako Svetislav Jelić
- Ljubomir Ćipranić jako piekarz Josif Branković
- Živka Matić jako Soja
- Milan Srdoč jako kolega z pracy
- Ljerka Draženović jako inspektorka
- Toma Kuruzović jako kapitan
- Dragoljub Vojnov jako Słoweniec
- Miroslava Nikolić jako prostytutka

## Opis fabuły
Piętnastoletni Milan jest synem piekarza. Chłopak ma kłopoty zarówno z wyborem zawodu, jak i z życiem intymnym. Niefortunną pracą, którą załatwił mu ojciec, jest tępienie robactwa w piekarni. Ojciec próbował też, równie niefortunnie, zorganizować mu pierwsze doświadczenia seksualne. Tymczasem do tego lepiej nadaje się ciotka rozwódka, której nie brakuje humoru i cierpliwości.